# Малое Чебаево
Малое Чебаево — деревня в Великоустюгском районе Вологодской области.
Входит в состав Покровского сельского поселения, с точки зрения административно-территориального деления — в Покровский сельсовет.
Расстояние по автодороге до районного центра Великого Устюга — 30,5 км, до центра муниципального образования Ильинского — 0,5 км. Ближайшие населённые пункты — Беляшкино, Большое Чебаево, Ильинское, Буково.
По переписи 2002 года население — 29 человек (13 мужчин, 16 женщин). Всё население — русские.